# Volodymyr Konjev
Volodymyr Oleksandrovyč Konjev (in ucraino Володимир Олександрович Конєв?; Charkiv, 18 giugno 1989) è un cestista ucraino.

## Carriera
Con l'Ucraina ha disputato i Campionati europei del 2017.

## Palmarès
- Campionato ucraino: 4

Chimik Južnyj: 2014-15
Čerkasy Mavpy: 2017-18
Dnipro: 2023-24, 2024-25
- Coppa d'Ucraina: 3

Chimik Južnyj: 2016
Dnipro: 2024, 2025